# Rally di Sardegna 2020

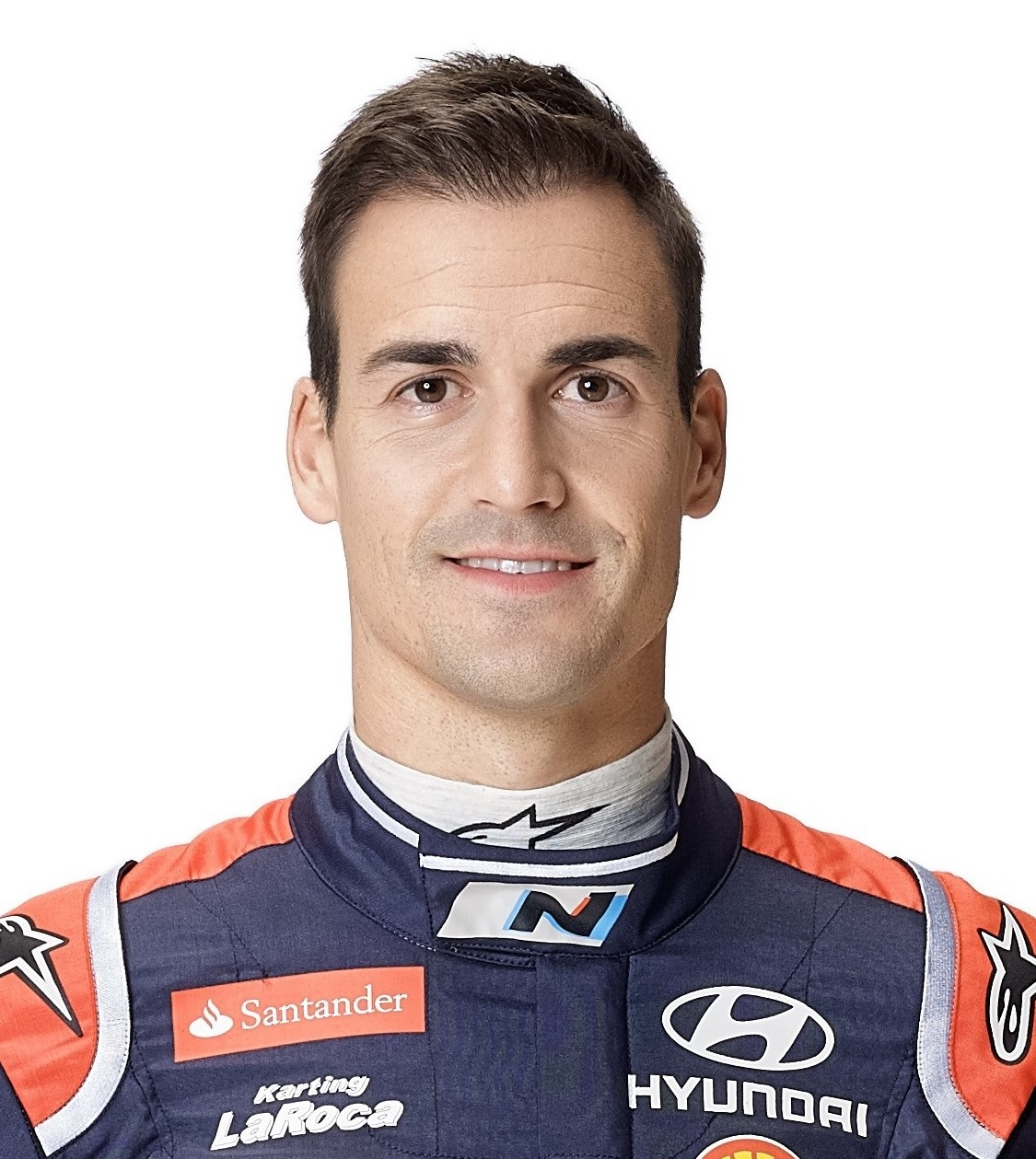
Dani Sordo vincitore del Rally di Sardegna 2020

Il Rally di Sardegna 2020, ufficialmente denominato 17º Rally Italia Sardegna, è stata la sesta prova del campionato del mondo rally 2020 nonché la diciassettesima edizione del Rally di Sardegna (dal 2004 valido anche come Rally d'Italia) e la sedicesima con valenza mondiale. 
La manifestazione si è svolta dal 8 al 11 giugno sugli sterrati che attraversano i territori centro-occidentali della provincia di Sassari, nel nord dell'isola, con il parco assistenza per i concorrenti allestito nel porto di Alghero..
L'evento era previsto nel calendario originario dal 4 al 7 giugno 2020, tuttavia venne stato posticipato a causa della pandemia di COVID-19 e successivamente reinserito dall'8 all'11 ottobre in seguito alla cancellazione del rally di Germania.
La gara è stata vinta dallo spagnolo Dani Sordo, navigato dal connazionale Carlos del Barrio, al volante di una Hyundai i20 Coupe WRC della squadra ufficiale Hyundai Shell Mobis WRT, al loro secondo successo consecutivo in terra sarda dopo il trionfo ottenuto nell'edizione del 2019, davanti alla coppia belga formata dai compagni di squadra Thierry Neuville e Nicolas Gilsoul sulla medesima vettura, e a quella francese composta da Sébastien Ogier e Julien Ingrassia, alla guida di una Toyota Yaris WRC del team  Toyota Gazoo Racing WRT.
Gli svedesi Pontus Tidemand e Patrik Barth, su Škoda Fabia Rally2 Evo della squadra Toksport WRT, hanno invece conquistato il successo nella categoria WRC-2, il terzo stagionale, mentre i finlandesi Jari Huttunen e Mikko Lukka hanno vinto nella serie WRC-3 alla guida di una Hyundai i20 R5. In Sardegna si disputava anche la terza prova del campionato Junior WRC, che ha visto vincere la coppia svedese composta da Tom Kristensson e Joakim Sjöberg su Ford Fiesta Rally4.

## Dati della prova
| Denominazione ufficiale             | Rally Italia Sardegna                                 |
| Edizione N°                         | 17                                                    |
| Tappa N°                            | 6 di 7                                                |
| Data manifestazione                 | da venerdì 09/11/2020 a domenica 11/11/2020           |
| Sede ospitante                      | Alghero (Sardegna)                                    |
| Sede parco assistenza               | Alghero (Sardegna)                                    |
| Superficie                          | Terra                                                 |
| Direttore di gara                   | Lucio De Mori                                         |
| Iscritti                            | 64                                                    |
| Partiti                             | 63                                                    |
| Arrivati                            | 50 (79,4%)                                            |
| Prove speciali                      | 16                                                    |
| Prova più breve                     | 6,89 km (PS14 e PS16: Sassari - Argentiera)           |
| Prova più lunga                     | 22,08 km (PS7 e PS9: Monte Lerno)                     |
| Prova più lenta                     | velocità media di 72,50 km/h (PS1: Tempio Pausania 1) |
| Prova più veloce                    | velocità media di 106,04 km/h (PS9: Monte Lerno 2)    |
| Lunghezza prove speciali            | 238,84 km (19,9% della distanza totale)               |
| Lunghezza complessiva trasferimenti | 960,31 km                                             |
| Distanza totale                     | 1199,15 km                                            |

## Itinerario
| Frazione            | Prova  | Ora    | Nome                                  | Partenza                              | Arrivo                                | Lunghezza | Totale    |
| ------------------- | ------ | ------ | ------------------------------------- | ------------------------------------- | ------------------------------------- | --------- | --------- |
| Frazione 1 (9 ott)  | PS1    | 07:50  | Tempio Pausania 1                     | Tempio Pausania                       | Bortigiadas                           | 12,08 km  | 95,25 km  |
| Frazione 1 (9 ott)  | PS2    | 08:44  | Erula - Tula 1                        | Erula                                 | Tula                                  | 21,78 km  | 95,25 km  |
| Frazione 1 (9 ott)  | PS3    | 10:40  | Tempio Pausania 2                     | Tempio Pausania                       | Bortigiadas                           | 12,08 km  | 95,25 km  |
| Frazione 1 (9 ott)  | PS4    | 11:34  | Erula - Tula 2                        | Erula                                 | Tula                                  | 21,78 km  | 95,25 km  |
| Frazione 1 (9 ott)  |        | 14:07  | Assistenza – Alghero (40 min)         | Assistenza – Alghero (40 min)         | Assistenza – Alghero (40 min)         | –         | 95,25 km  |
| Frazione 1 (9 ott)  | PS5    | 16:14  | Sedini - Castelsardo 1                | Sedini                                | Castelsardo                           | 14,75 km  | 95,25 km  |
| Frazione 1 (9 ott)  | PS6    | 16:59  | Tergu - Osilo 1                       | Tergu                                 | Osilo                                 | 12,81 km  | 95,25 km  |
| Frazione 1 (9 ott)  |        | 18:17  | Assistenza (flexi) – Alghero (45 min) | Assistenza (flexi) – Alghero (45 min) | Assistenza (flexi) – Alghero (45 min) | –         | 95,25 km  |
|                     |        |        |                                       |                                       |                                       |           |           |
| Frazione 2 (10 ott) |        | 05:15  | Assistenza – Alghero (15 min)         | Assistenza – Alghero (15 min)         | Assistenza – Alghero (15 min)         | –         | 101,69 km |
| Frazione 2 (10 ott) | PS7    | 07:37  | Monte Lerno 1                         | Pattada                               | Alà dei Sardi                         | 22,08 km  | 101,69 km |
| Frazione 2 (10 ott) | PS8    | 08:38  | Coiluna-Loelle 1                      | Alà dei Sardi                         | Buddusò                               | 15,00 km  | 101,69 km |
| Frazione 2 (10 ott) | PS9    | 10:07  | Monte Lerno 2                         | Pattada                               | Alà dei Sardi                         | 22,08 km  | 101,69 km |
| Frazione 2 (10 ott) | PS10   | 11:08  | Coiluna-Loelle 2                      | Alà dei Sardi                         | Buddusò                               | 15,00 km  | 101,69 km |
| Frazione 2 (10 ott) |        | 13:43  | Assistenza – Alghero (40 min)         | Assistenza – Alghero (40 min)         | Assistenza – Alghero (40 min)         | –         | 101,69 km |
| Frazione 2 (10 ott) | PS11   | 16:08  | Sedini - Castelsardo 2                | Sedini                                | Castelsardo                           | 14,75 km  | 101,69 km |
| Frazione 2 (10 ott) | PS12   | 17:02  | Tergu - Osilo 2                       | Tergu                                 | Osilo                                 | 12,81 km  | 101,69 km |
| Frazione 2 (10 ott) |        | 18:20  | Assistenza – Alghero (45 min)         | Assistenza – Alghero (45 min)         | Assistenza – Alghero (45 min)         | –         | 101,69 km |
|                     |        |        |                                       |                                       |                                       |           |           |
| Frazione 3 (11 ott) |        | 07:15  | Assistenza – Alghero (15 min)         | Assistenza – Alghero (15 min)         | Assistenza – Alghero (15 min)         | –         | 41,90 km  |
| Frazione 3 (11 ott) | PS13   | 08:15  | Cala Flumini 1                        | Sassari                               | Sassari                               | 14,06 km  | 41,90 km  |
| Frazione 3 (11 ott) | PS14   | 09:08  | Sassari - Argentiera 1                | Sassari                               | Sassari                               | 6,89 km   | 41,90 km  |
| Frazione 3 (11 ott) | PS15   | 11:10  | Cala Flumini 2                        | Sassari                               | Sassari                               | 14,06 km  | 41,90 km  |
| Frazione 3 (11 ott) | PS16   | 12:18  | Sassari - Argentiera 2 (power stage)  | Sassari                               | Sassari                               | 6,89 km   | 41,90 km  |
| Frazione 3 (11 ott) |        | 13:25  | Assistenza – Alghero (10 min)         | Assistenza – Alghero (10 min)         | Assistenza – Alghero (10 min)         | –         | 41,90 km  |
| Totale              | Totale | Totale | Totale                                | Totale                                | Totale                                | Totale    | 238,84 km |

## Risultati

### Classifica
| Pos.       | Nº       | Pilota                  | Copilota               | Auto                   | Squadra                    | Classe      | Tempo     | Distacco   | Punti    |
| Generale   | Generale | Generale                | Generale               | Generale               | Generale                   | Generale    | Generale  | Generale   | Generale |
| ---------- | -------- | ----------------------- | ---------------------- | ---------------------- | -------------------------- | ----------- | --------- | ---------- | -------- |
| 1.         | 6        | Dani Sordo              | Carlos del Barrio      | Hyundai i20 Coupe WRC  | Hyundai Shell Mobis WRT    | WRC         | 2h41'37"5 | –          | 26       |
| 2.         | 11       | Thierry Neuville        | Nicolas Gilsoul        | Hyundai i20 Coupe WRC  | Hyundai Shell Mobis WRT    | WRC         | 2h41'42"6 | +5"1       | 22       |
| 3.         | 17       | Sébastien Ogier         | Julien Ingrassia       | Toyota Yaris WRC       | Toyota Gazoo Racing WRT    | WRC         | 2h41'43"6 | +6"1       | 18       |
| 4.         | 33       | Elfyn Evans             | Scott Martin           | Toyota Yaris WRC       | Toyota Gazoo Racing WRT    | WRC         | 2h42'39"8 | +1'02"3    | 14       |
| 5.         | 3        | Teemu Suninen           | Jarmo Lehtinen         | Ford Fiesta WRC        | M-Sport Ford WRT           | WRC         | 2h43'11"4 | +1'33"9    | 10       |
| 6.         | 8        | Ott Tänak               | Martin Järveoja        | Hyundai i20 Coupe WRC  | Hyundai Shell Mobis WRT    | WRC         | 2h44'05"0 | +2'27"5    | 13       |
| 7.         | 7        | Pierre-Louis Loubet     | Vincent Landais        | Hyundai i20 Coupe WRC  | Hyundai 2C Competition     | WRC         | 2h46'21"3 | +4'43"8    | 6        |
| 8.         | 30       | Jari Huttunen           | Mikko Lukka            | Hyundai i20 R5         | -                          | RC2 / WRC-3 | 2h50'19"2 | +8'41"7    | 4        |
| 9.         | 31       | Kajetan Kajetanowicz    | Maciej Szczepaniak     | Škoda Fabia Rally2 Evo | -                          | RC2 / WRC-3 | 2h51'40"4 | +10'02"9   | 2        |
| 10.        | 23       | Pontus Tidemand         | Patrik Barth           | Škoda Fabia Rally2 Evo | Toksport WRT               | RC2 / WRC-2 | 2h51'58"4 | +10'20"9   | 1        |
| WRC-2      |          |                         |                        |                        |                            |             |           |            |          |
| 1. (10.)   | 23       | Pontus Tidemand         | Patrik Barth           | Škoda Fabia Rally2 Evo | Toksport WRT               | RC2 / WRC-2 | 2h51'58"4 | –          | 25       |
| 2. (12.)   | 27       | Ole Christian Veiby     | Jonas Andersson        | Hyundai i20 R5         | Hyundai Motorsport N       | RC2 / WRC-2 | 2h52'27"2 | +28"8      | 18       |
| 3. (13.)   | 28       | Eyvind Brynildsen       | Ilka Minor             | Škoda Fabia Rally2 Evo | Toksport WRT               | RC2 / WRC-2 | 2h52'48"1 | +49"7      | 15       |
| 4. (14.)   | 24       | Mads Østberg            | Torstein Eriksen       | Citroën C3 R5          | PH Sport                   | RC2 / WRC-2 | 2h54'06"7 | +2'08"3    | 12       |
| WRC-3      |          |                         |                        |                        |                            |             |           |            |          |
| 1. (8.)    | 30       | Jari Huttunen           | Mikko Lukka            | Hyundai i20 R5         | -                          | RC2 / WRC-3 | 2h50'19"2 | –          | 25       |
| 2. (9.)    | 31       | Kajetan Kajetanowicz    | Maciej Szczepaniak     | Škoda Fabia Rally2 Evo | -                          | RC2 / WRC-3 | 2h51'40"4 | +1'21"2    | 18       |
| 3. (11.)   | 29       | Marco Bulacia Wilkinson | Marcelo Der Ohannesian | Citroën C3 R5          | -                          | RC2 / WRC-3 | 2h52'26"7 | +2'07"5    | 15       |
| 4. (16.)   | 40       | Umberto Scandola        | Guido D'Amore          | Hyundai i20 R5         | -                          | RC2 / WRC-3 | 2h56'04"5 | +5'45"3    | 12       |
| 5. (17.)   | 38       | Alberto Heller          | Marc Martí             | Ford Fiesta Rally2     | -                          | RC2 / WRC-3 | 2h59'55"5 | +9'36"3    | 10       |
| 6. (18.)   | 32       | Oliver Solberg          | Aaron Johnston         | Škoda Fabia Rally2 Evo | -                          | RC2 / WRC-3 | 3h00'34"2 | +10'15"0   | 8        |
| 7. (21.)   | 45       | Alberto Battistolli     | Simone Scattolin       | Škoda Fabia Rally2 Evo | -                          | RC2 / WRC-3 | 3h05'26"7 | +15'07"5   | 6        |
| 8. (35.)   | 46       | Luciano Cobbe           | Fabio Turco            | Škoda Fabia Rally2 Evo | -                          | RC2 / WRC-3 | 3h38'08"5 | +47'49"3   | 4        |
| 9. (36.)   | 34       | Nicolas Ciamin          | Yannick Roche          | Citroën C3 R5          | -                          | RC2 / WRC-3 | 3h41'22"3 | +51'03"1   | 2        |
| 10. (38.)  | 36       | Emilio Fernández        | Ruben Garcia           | Škoda Fabia Rally2 Evo | -                          | RC2 / WRC-3 | 3h46'42"4 | +56'23"2   | 1        |
| Junior WRC |          |                         |                        |                        |                            |             |           |            |          |
| 1. (22.)   | 49       | Tom Kristensson         | Joakim Sjöberg         | Ford Fiesta Rally4     | Tom Kristensson Motorsport | RC4 / JWRC  | 3h07'49"1 |            | 29       |
| 2. (27.)   | 51       | Fabrizio Zaldivar       | Fernando Mussano       | Ford Fiesta Rally4     | -                          | RC4 / JWRC  | 3h19'14"5 | +11'25"4   | 18       |
| 3. (34.)   | 47       | Mārtiņš Sesks           | Renars Francis         | Ford Fiesta Rally4     | LMT Autosporta Akadēmija   | RC4 / JWRC  | 3h37'45"3 | +29'56"2   | 21       |
| 4. (37.)   | 53       | Enrico Oldrati          | Elia De Guio           | Ford Fiesta Rally4     | -                          | RC4 / JWRC  | 3h44'50"2 | +37'01"1   | 12       |
| 5. (44.)   | 48       | Sami Pajari             | Marko Salminen         | Ford Fiesta Rally4     | Team Flying Finn           | RC4 / JWRC  | 4h06'03"8 | +58'14"7   | 15       |
| 6. (47.)   | 52       | Marco Pollara           | Maurizio Messina       | Ford Fiesta Rally4     | -                          | RC4 / JWRC  | 4h24'39"5 | +1h16'50"4 | 8        |

| Principali ritiri | Principali ritiri | Principali ritiri | Principali ritiri | Principali ritiri | Principali ritiri       | Principali ritiri | Principali ritiri | Principali ritiri |
| PS                | Nº                | Pilota            | Copilota          | Auto              | Squadra                 | Classe            | Causa             | Pos.              |
| ----------------- | ----------------- | ----------------- | ----------------- | ----------------- | ----------------------- | ----------------- | ----------------- | ----------------- |
| PS 2              | 4                 | Esapekka Lappi    | Janne Ferm        | Ford Fiesta R5    | M-Sport Ford WRT        | WRC               | Motore            | 2º                |
| PS 8              | 69                | Kalle Rovanperä   | Jonne Halttunen   | Toyota Yaris WRC  | Toyota Gazoo Racing WRT | WRC               | Incidente         | 9º                |
| PS 14             | 18                | Takamoto Katsuta  | Daniel Barritt    | Toyota Yaris WRC  | Toyota Gazoo Racing WRT | WRC               | Incidente         | 30º               |

Legenda
| Icona | Note                                                                                 |
| ----- | ------------------------------------------------------------------------------------ |
| WRC   | Equipaggio di classe WRC che può conquistare punti per il campionato costruttori     |
| WRC   | Equipaggio di classe WRC che non può conquistare punti per il campionato costruttori |
| WRC-2 | Equipaggio registrato al campionato WRC-2                                            |
| WRC-3 | Equipaggio registrato al campionato WRC-3                                            |
| JWRC  | Equipaggio registrato al campionato Junior WRC                                       |
|       | Ulteriori classificazioni                                                            |

### Prove speciali
| Frazione            | Prova | Ora   | Nome                                 | Lunghezza | Vincitori                        | Tempo   | Leader del rally             |
| ------------------- | ----- | ----- | ------------------------------------ | --------- | -------------------------------- | ------- | ---------------------------- |
| Frazione 1 (9 ott)  | PS1   | 07:50 | Tempio Pausania 1                    | 12,08 km  | Teemu Suninen Jarmo Lehtinen     | 9'59"8  | Teemu Suninen Jarmo Lehtinen |
| Frazione 1 (9 ott)  | PS2   | 08:44 | Erula - Tula 1                       | 21,78 km  | Dani Sordo Carlos del Barrio     | 16'50"0 | Teemu Suninen Jarmo Lehtinen |
| Frazione 1 (9 ott)  | PS3   | 10:40 | Tempio Pausania 2                    | 12,08 km  | Elfyn Evans Scott Martin         | 9'49"0  | Teemu Suninen Jarmo Lehtinen |
| Frazione 1 (9 ott)  | PS4   | 11:34 | Erula - Tula 2                       | 21,78 km  | Dani Sordo Carlos del Barrio     | 16'33"1 | Dani Sordo Carlos del Barrio |
| Frazione 1 (9 ott)  | PS5   | 16:14 | Sedini - Castelsardo 1               | 14,72 km  | Dani Sordo Carlos del Barrio     | 10'56"7 | Dani Sordo Carlos del Barrio |
| Frazione 1 (9 ott)  | PS6   | 16:59 | Tergu - Osilo 1                      | 12,81 km  | Dani Sordo Carlos del Barrio     | 8'16"5  | Dani Sordo Carlos del Barrio |
|                     |       |       |                                      |           |                                  |         | Dani Sordo Carlos del Barrio |
| Frazione 2 (10 ott) | PS7   | 07:37 | Monte Lerno 1                        | 22,08 km  | Sébastien Ogier Julien Ingrassia | 12'46"9 | Dani Sordo Carlos del Barrio |
| Frazione 2 (10 ott) | PS8   | 08:38 | Coiluna - Loelle 1                   | 15,00 km  | Dani Sordo Carlos del Barrio     | 8'52"5  | Dani Sordo Carlos del Barrio |
| Frazione 2 (10 ott) | PS9   | 10:07 | Monte Lerno 2                        | 22,08 km  | Sébastien Ogier Julien Ingrassia | 12'29"6 | Dani Sordo Carlos del Barrio |
| Frazione 2 (10 ott) | PS10  | 11:08 | Coiluna - Loelle 2                   | 15,00 km  | Thierry Neuville Nicolas Gilsoul | 8'42"9  | Dani Sordo Carlos del Barrio |
| Frazione 2 (10 ott) | PS11  | 16:08 | Sedini - Castelsardo 2               | 14,72 km  | Sébastien Ogier Julien Ingrassia | 10'39"3 | Dani Sordo Carlos del Barrio |
| Frazione 2 (10 ott) | PS12  | 17:02 | Tergu - Osilo 2                      | 12,81 km  | Sébastien Ogier Julien Ingrassia | 8'03"4  | Dani Sordo Carlos del Barrio |
|                     |       |       |                                      |           |                                  |         | Dani Sordo Carlos del Barrio |
| Frazione 3 (11 ott) | PS13  | 08:15 | Cala Flumini 1                       | 14,06 km  | Sébastien Ogier Julien Ingrassia | 8'35"5  | Dani Sordo Carlos del Barrio |
| Frazione 3 (11 ott) | PS14  | 09:08 | Sassari - Argentiera 1               | 6,89 km   | Thierry Neuville Nicolas Gilsoul | 4'51"3  | Dani Sordo Carlos del Barrio |
| Frazione 3 (11 ott) | PS15  | 11:10 | Cala Flumini 2                       | 14,06 km  | Sébastien Ogier Julien Ingrassia | 8'23"2  | Dani Sordo Carlos del Barrio |
| Frazione 3 (11 ott) | PS16  | 12:18 | Sassari - Argentiera 2 (power stage) | 6,89 km   | Ott Tänak Martin Järveoja        | 4'45"7  | Dani Sordo Carlos del Barrio |

### Power stage
PS16: Sassari - Argentiera 2 di 6,89 km, disputatasi domenica 11 ottobre 2020 alle ore 12:18 (UTC+2).
| Pos. | No. | Pilota           | Copilota          | Auto                  | Classe | Tempo  | Distacco | Punti |
| ---- | --- | ---------------- | ----------------- | --------------------- | ------ | ------ | -------- | ----- |
| 1    | 8   | Ott Tänak        | Martin Järveoja   | Hyundai i20 Coupe WRC | WRC    | 4'45"7 | –        | 5     |
| 2    | 11  | Thierry Neuville | Nicolas Gilsoul   | Hyundai i20 Coupe WRC | WRC    | 4'46"4 | +0"7     | 4     |
| 3    | 17  | Sébastien Ogier  | Julien Ingrassia  | Toyota Yaris WRC      | WRC    | 4'49"1 | +3"4     | 3     |
| 4    | 33  | Elfyn Evans      | Scott Martin      | Toyota Yaris WRC      | WRC    | 4'51"0 | +5"3     | 2     |
| 5    | 6   | Dani Sordo       | Carlos del Barrio | Hyundai i20 Coupe WRC | WRC    | 4'52"2 | +6"5     | 1     |

## Classifiche mondiali
Classifica piloti
| Pos. | Pos. | Pilota                  | Punti |
| ---- | ---- | ----------------------- | ----- |
| 1    |      | Elfyn Evans             | 111   |
| 2    |      | Sébastien Ogier         | 97    |
| 3    | 2    | Thierry Neuville        | 87    |
| 4    | 1    | Ott Tänak               | 83    |
| 5    | 1    | Kalle Rovanperä         | 70    |
| 6    | 1    | Teemu Suninen           | 44    |
| 7    | 1    | Esapekka Lappi          | 38    |
| 8    | N    | Dani Sordo              | 26    |
| 9    | 1    | Craig Breen             | 25    |
| 10   | 1    | Sébastien Loeb          | 24    |
| 11   | 1    | Gus Greensmith          | 16    |
| 12   | 1    | Pontus Tidemand         | 13    |
| 13   |      | Kajetan Kajetanowicz    | 8     |
| 14   | 2    | Takamoto Katsuta        | 8     |
| 15   | 1    | Nikolaj Grjazin         | 6     |
| 16   | N    | Pierre-Louis Loubet     | 6     |
| 17   | 2    | Marco Bulacia Wilkinson | 5     |
| 18   | 2    | Jari Huttunen           | 5     |
| 19   | 3    | Adrien Fourmaux         | 2     |
| 20   | 3    | Oliver Solberg          | 2     |
| 21   | 3    | Eric Camilli            | 2     |
| 22   | 3    | Mads Østberg            | 2     |
| 23   | 2    | Ole Christian Veiby     | 1     |

Classifica copiloti
| Pos. | Pos. | Pilota                 | Punti |
| ---- | ---- | ---------------------- | ----- |
| 1    |      | Scott Martin           | 111   |
| 2    |      | Julien Ingrassia       | 97    |
| 3    | 2    | Nicolas Gilsoul        | 87    |
| 4    | 1    | Martin Järveoja        | 83    |
| 5    | 1    | Jonne Halttunen        | 70    |
| 6    | 1    | Jarmo Lehtinen         | 44    |
| 7    | 1    | Janne Ferm             | 38    |
| 8    | N    | Carlos del Barrio      | 26    |
| 9    | 1    | Paul Nagle             | 25    |
| 10   | 1    | Daniel Elena           | 24    |
| 11   | 1    | Elliott Edmondson      | 16    |
| 12   | 1    | Patrik Barth           | 13    |
| 13   |      | Maciej Szczepaniak     | 8     |
| 14   | 2    | Daniel Barritt         | 8     |
| 15   | 1    | Jaroslav Fëdorov       | 6     |
| 16   | N    | Vincent Landais        | 6     |
| 17   | 3    | Mikko Lukka            | 5     |
| 18   | 3    | Giovanni Bernacchini   | 4     |
| 19   | 3    | Renaud Jamoul          | 2     |
| 20   | 3    | Aaron Johnston         | 2     |
| 21   | 3    | François-Xavier Buresi | 2     |
| 22   | 3    | Torstein Eriksen       | 2     |
| 23   | 1    | Marcelo Der Ohannesian | 1     |
| 24   | 3    | Jonas Andersson        | 1     |

Classifica costruttori WRC
| Pos. | Pos. | Squadra                 | Punti |
| ---- | ---- | ----------------------- | ----- |
| 1    | 1    | Hyundai Shell Mobis WRT | 208   |
| 2    | 1    | Toyota Gazoo Racing WRT | 201   |
| 3    |      | M-Sport Ford WRT        | 117   |
| 4    |      | Hyundai 2C Competition  | 8     |